# Crazy (canción de Andy Bell)
«Crazy» es el primer sencillo solista publicado del artista inglés de música electrónica Andy Bell, lanzado en 2005.
«Crazy» es una canción compuesta por Andy Bell junto con los miembros de Manhattan Clique: Chris Smith y Philip Larsen.

## Descripción
«Crazy» fue el primer sencillo adelanto del álbum Electric Blue. Este sencillo llegó al puesto 35 en el ranking británico y el número 3 en el Hot Dance Club Play de Estados Unidos.

## Lista de temas

### CD
1. «Crazy» (Radio Edit)
2. «Little Girl Lies»

### Remix CD
1. «Crazy» (Cicada Vocal Mix)
2. «Crazy» (MHC Master Mix)
3. «Crazy» (King Roc Remix)
4. «Crazy» (Vince Clarke Remix)
5. «Crazy» (Álbum Versión)

### DVD
1. «Crazy» (Video)
2. «Crazy» (Acoustic)
3. Names Change

## Datos adicionales
Este sencillo tiene dos lados B, ambos escritos por (Bell/Smith/Larsen): Little Girl Lies y Names Change.

El CD de remix, incluye una remezcla hecha por Vince Clarke, habitual compañero de Bell en Erasure.

## Crazy 2017
En 2017, se lanzará una reedición de este sencillo, como parte de Electric Blue (edición especial).

## Lista de temas

### CD
1. «Crazy» (New 2017 Radio Edit)  3:37
2. «Crazy» (New 2017 Extended Vocal Mix)  6:36
3. «Crazy» (MHC Stateside Remix)   8:08  1*
4. «Crazy» (Cicada Vocal Remix)    6:22  2*
5. «Crazy» (King Roc Remix)        7:07  3*
6. «Crazy» (New 2017 Acoustic Version)   4:17

1* Remezcla y producción adicional: Manhattan Clique
2* Remezcla: Cicada
3* Remezcla: King Roc